# فلورنسا لورانس
فلورنسا لورانس (بالإنجليزية: Florence Lawrence)‏ (و. 1886 – 1938 م) هي ممثلة، وممثلة مسرحية، من كندا، ولدت في هاميلتون، توفيت في بيفرلي هيلز كاليفورنيا، عن عمر يناهز 52 عاماً.

## وصلات خارجية
- فلورنسا لورانس على موقع IMDb (الإنجليزية)
- فلورنسا لورانس على موقع ألو سيني (الفرنسية)
- فلورنسا لورانس على موقع أول موفي (الإنجليزية)
- فلورنسا لورانس على موقع قاعدة بيانات الأفلام السويدية (السويدية)
- فلورنسا لورانس على موقع قاعدة بيانات الفيلم (الإنجليزية)
- فلورنسا لورانس على موقع كينوبويسك (الروسية)